# Henry Lopes (2e baron Ludlow)
Henry Ludlow Lopes, 2e baron Ludlow (30 septembre 1865 - 8 novembre 1922), est un avocat et homme politique britannique.

## Biographie
Il est le fils unique de Henry Lopes (1er baron Ludlow), et de Cordelia Lucy, fille d'Erving Clark, de Efford Manor, Plymouth. Il fait ses études au Collège d'Eton et au Balliol College, à Oxford, et est admis au Barreau à Middle Temple, en 1890. À la fin de 1899, il succède à son père dans la baronnie et il prend son siège à la Chambre des lords le 1er mars 1900. Lord Ludlow est nommé lieutenant adjoint du Wiltshire en 1900. Il devient membre du London County Council pour Marylebone en 1904, poste qu'il occupe jusqu'en 1907.
Il sert dans le Royal Wiltshire Yeomanry (Prince of Wales's Own Royal Regiment), où il est promu lieutenant le 26 mars 1902. Plus tard, il combat pendant la Première Guerre mondiale comme capitaine d'état-major.
Lord Ludlow se marie deux fois. Il épouse en 1903 Blanche Holden, fille de William Holden et ancienne épouse de Frederick Ellis (7e baron Howard de Walden). Elle est décédée en avril 1911. Après sa mort, il se remarie en 1919 avec Alice Mankiewicz, fille de James Mankiewicz et veuve de Julius Wernher. Les deux mariages sont sans enfants. Lord Ludlow est décédé en novembre 1922, à l'âge de 57 ans, et la baronnie s'éteint. Sa deuxième épouse est décédée en novembre 1945.